# Dallas Mavericks 2011-2012
La stagione 2011-2012 dei Dallas Mavericks fu la 32ª nella NBA per la franchigia.
I Dallas Mavericks arrivarono terzi nella Southwest Division della Western Conference con un record di 36-30. Nei play-off persero al primo turno con gli Oklahoma City Thunder (4-0).

## Risultati
| Squadra             | V  | P  | %    | GB |
| ------------------- | -- | -- | ---- | -- |
| San Antonio Spurs   | 50 | 16 | 75,8 | -  |
| Memphis Grizzlies   | 41 | 25 | 62,1 | 9  |
| Dallas Mavericks    | 36 | 30 | 54,5 | 14 |
| Houston Rockets     | 34 | 32 | 51,5 | 16 |
| New Orleans Hornets | 21 | 45 | 31,8 | 29 |

## Roster
| N° | Naz.                   | Ruolo | Sportivo          | Anno | Alt. | Peso |
| -- | ---------------------- | ----- | ----------------- | ---- | ---- | ---- |
| 0  | Stati Uniti (bandiera) | A     | Shawn Marion      | 1978 | 201  | 100  |
| 2  | Stati Uniti (bandiera) | G     | Jason Kidd        | 1973 | 193  | 93   |
| 3  | Francia (bandiera)     | G     | Rodrigue Beaubois | 1988 | 183  | 73   |
| 4  | Nigeria (bandiera)     | G     | Kelenna Azubuike  | 1983 | 196  | 100  |
| 7  | Stati Uniti (bandiera) | A     | Lamar Odom        | 1979 | 208  | 100  |
| 9  | Cina (bandiera)        | A     | Yi Jianlian       | 1987 | 213  | 108  |
| 13 | Stati Uniti (bandiera) | G     | Delonte West      | 1983 | 193  | 82   |
| 20 | Stati Uniti (bandiera) | G     | Dominique Jones   | 1988 | 193  | 98   |
| 25 | Stati Uniti (bandiera) | GA    | Vince Carter      | 1977 | 198  | 98   |
| 28 | Francia (bandiera)     | C     | Ian Mahinmi       | 1986 | 211  | 104  |
| 31 | Stati Uniti (bandiera) | G     | Jason Terry       | 1977 | 188  | 80   |
| 32 | Stati Uniti (bandiera) | A     | Sean Williams     | 1986 | 208  | 107  |
| 33 | Stati Uniti (bandiera) | C     | Brendan Haywood   | 1979 | 213  | 121  |
| 34 | Stati Uniti (bandiera) | A     | Brandan Wright    | 1987 | 206  | 93   |
| 35 | Stati Uniti (bandiera) | A     | Brian Cardinal    | 1977 | 203  | 111  |
| 41 | Germania (bandiera)    | A     | Dirk Nowitzki     | 1978 | 213  | 108  |

## Staff tecnico
- Allenatore: Rick Carlisle
- Vice-allenatori: Terry Stotts, Darrell Armstrong, Monte Mathis, Tony Brown
- Vice-allenatore per lo sviluppo dei giocatori: Brad Davis
- Vice-allenatore/preparatore fisico: Robert Hackett
- Preparatore atletico: Casey Smith
- Assistente preparatore: Dionne Calhoun